# بولانک
بولانک (به ترکی استانبولی: Bulanık) شهری است در کشور ترکیه که در استان موش واقع شده‌است. جمعیت این شهر بر اساس سرشماری سال ۲۰۰۸ میلادی ۲۰٬۸۸۹ نفر و بر اساس برآوردهای سال ۲۰۰۹ میلادی ۲۱٬۰۵۱ نفر می‌باشد.